# Mexicul cîntă
Mexicul cîntă (după ortografia veche) sau Mexicul cântă (titlul original: în spaniolă Cuando México canta) este un film dramatic muzical mexican, realizat în 1958 de regizorul Julián Soler, protagoniști fiind actorii Fernando Soler, Rosita Quintana, Raúl Ramírez și Domingo Soler. 

## Rezumat
Se spune că pasiunile înving frica. Aceasta este povestea unei sătene care cu ajutorul profesorului ei a reușit să-și depășească umilul loc de naștere și să devină o vedetă internațională. O poveste plină de povețe și inspirație.

## Distribuție
- Fernando Soler – Lorenzo Inclán
- Rosita Quintana – Lupita Herrera
- Raúl Ramírez – Mario Gallardo
- Domingo Soler – Señor Fernández
- Luis Arcaraz – Luis Arcaraz
- Arturo Castro 'Bigotón' – Don Maximino
- Salvador Lozano – angajatul hotelului
- Luis Manuel Pelayo – Soțul lui Milagros
- Lupe Rivas Cacho – Petra, servitoarea
- Arturo Soto Rangel – domnul preot
- Pedro Vargas – Pedro Vargas
- Alejandro Ciangherotti –
- Omar Jasso –
- Cecilia Leger –